# Acanthoclinus littoreus
Acanthoclinus littoreus är en fiskart som först beskrevs av Forster, 1801.  Acanthoclinus littoreus ingår i släktet Acanthoclinus och familjen Plesiopidae. Inga underarter finns listade i Catalogue of Life.